# Óptimo de población

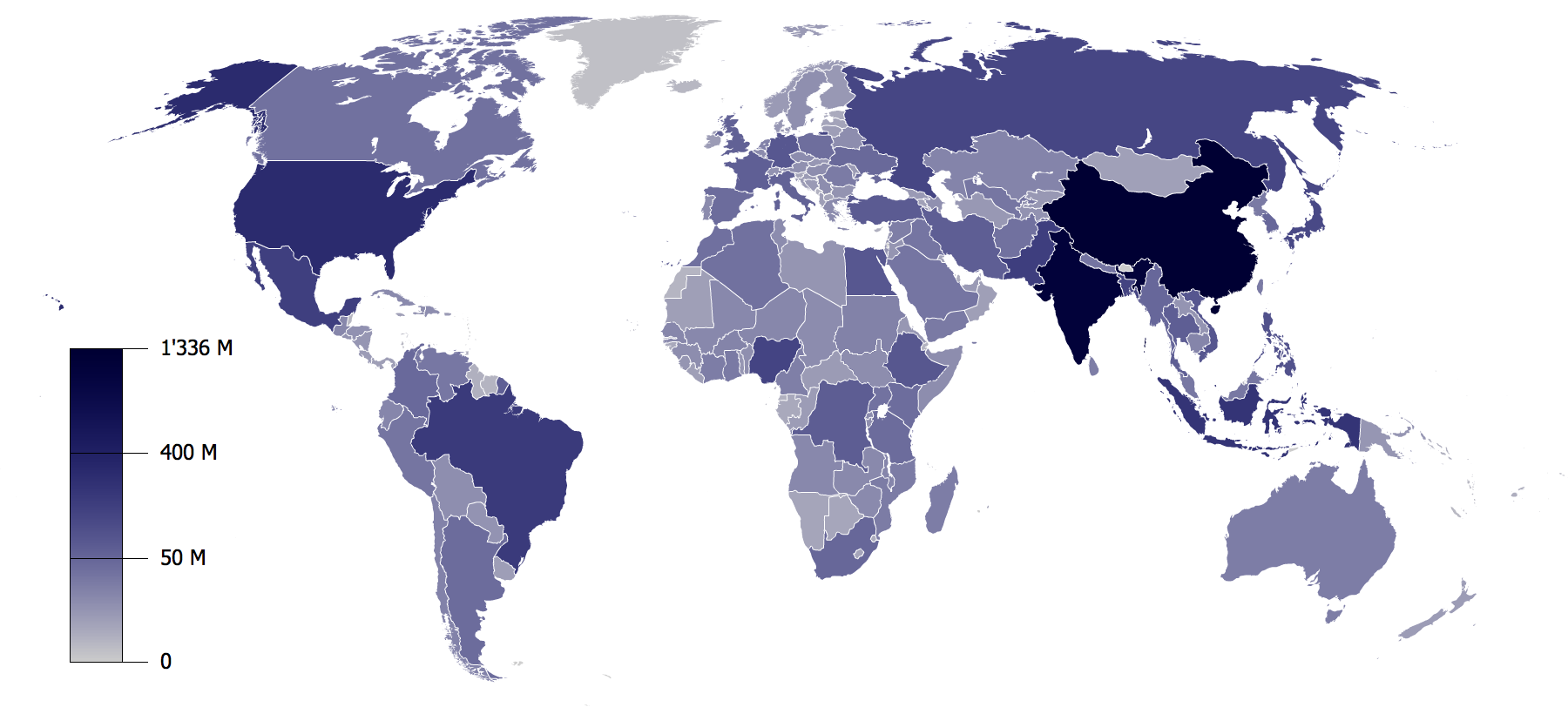
Mapa de países por población absoluta.

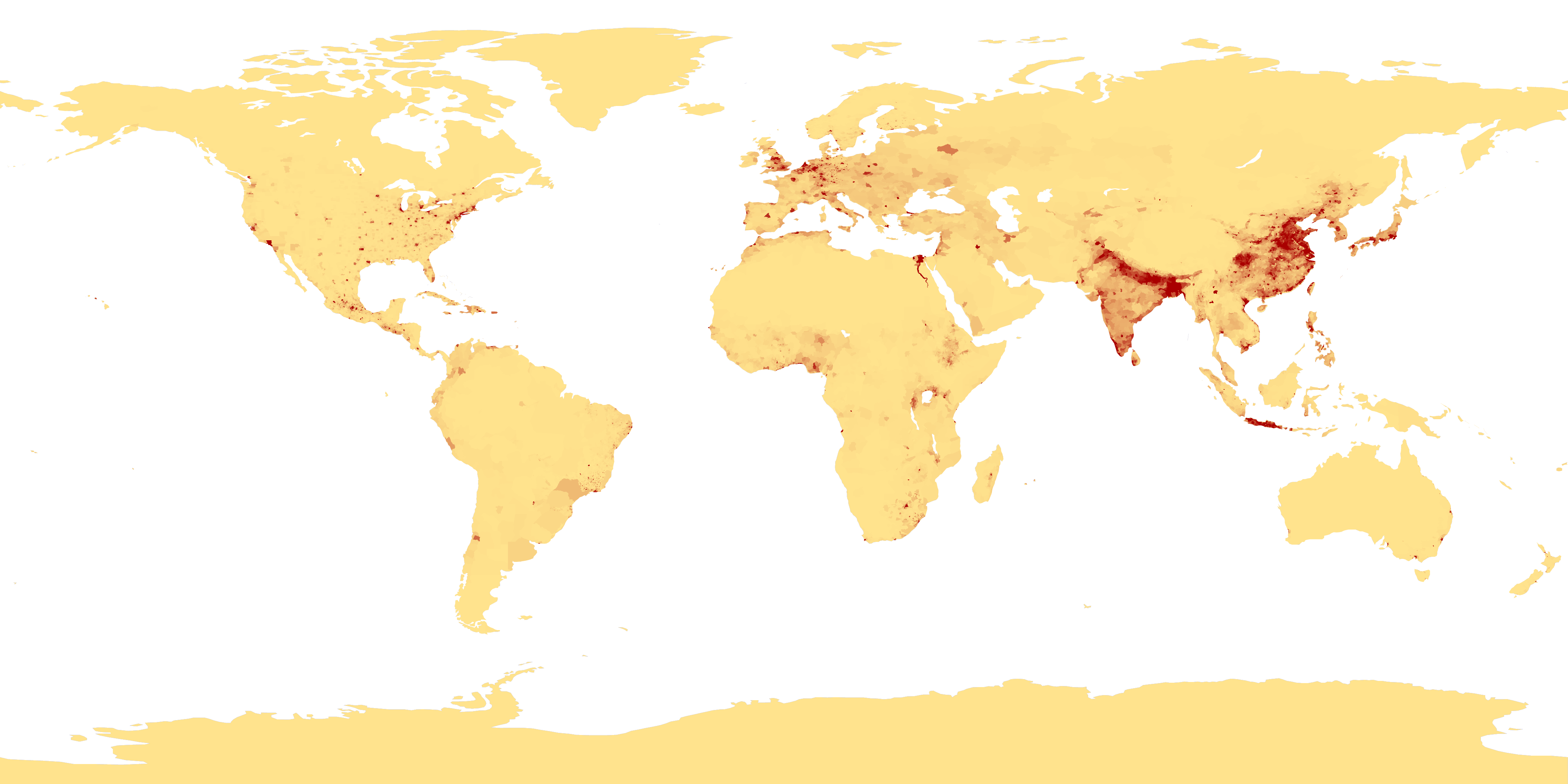
Un mapamundi con la densidad de población nos muestra de manera aproximada la distribución espacial de los seres humanos sobre la superficie terrestre.

El óptimo de población o población óptima para una región o país es el número ideal de población humana ecológicamente sostenible. Siempre es menor que la capacidad de carga. Cuando en una región los recursos económicos no son suficientes para toda la población hablamos de superpoblación. El caso inverso es el de la subpoblación.
Determinar cuál es el óptimo de población es una cuestión difícil de concretar. Afectan los desequilibrios económicos y la relación entre población y recursos, así como el mecanismo de la emigración y de la recesión económica si no es posible la emigración.
El Optimum Population Trust, un organismo privado del Reino Unido, ha calculado el óptimo de población para cerca de 150 países.
Uno de los paradigmas de control de la población con vistas a alcanzar el nivel óptimo es la política de hijo único de China.